# عامر خماش
عامر بسيم رفيق خماش (14 نوفمبر 1924 - 13 فبراير 2010) فريق ركن ورئيس هيئة أركان أسبق، أردني من مواليد السلط في المملكة الأردنية الهاشمية «إمارة شرق الأردن حينها»، يرجع نسبه لعشيرة الخماميش من قبيلة عتيبة بالطائف غرب شبه الجزيرة العربية. التحق بالقوات المسلحة الأردنية «الجيش العربي» بعد حصوله على شهادة الثانوية عام 1941. توفي في عمان يوم السبت 13 فبراير 2010.

## العمل العسكري
اشترك بدورة الكلية العربي البريطانية (الشرق الأوسط) عام 1944م، وكذلك اشترك بدورات عسكرية ومدفعية في المعاهد العسكرية البريطانية. تخرج من كلية الطيران (ضابط ملاحظة جوي) عام 1949م. عمل قائد بطارية الميدان السادس وكان آنذاك برتبة نقيب. وفي 19 أيار 1951 تخرج من أول فوج للطيارين في الأردن، وقام الملك عبد الله الأول بن الحسين بتسليم خماش وسام الطيار في احتفال في عمان عام 1951. تخرج عامر خماش من كلية الأركان العسكرية (لفين ورث) في الولايات المتحدة الأمريكية عام 1958م. عمل خماش قائداً لسلاح المدفعية منذ عام 1957 وحتى عام 1962م. ثم عين مديراً لتخطيط والتنظيم في الجيش العربي، وبعدها رئيساً لهيئة الأركان 1965م، وقائداً عاماً للجيش العربي حتى عام 1969.

## العمل المدني
عين عامر خماش وزيراً للدفاع في حكومة عبد المنعم الرفاعي الأولى من تاريخ 30/ 6 / 1969م ولغاية 13 /8 /1969م إثر تعديل وزاري.
ثم عين وزيراً للنقل والدفاع في حكومة بهجت التلهوني الخامسة من تاريخ 13 / 8/ 1969 وولغاية 26 / 8/ 1969م. ثم عين وزيراً للبلاط الملكي، ثم مستشاراً شخصياً للملك، ثم عضواً في مجلس الأعيان الأردني.

## الأوسمة
منح عامر خماش العديد من الأوسمة منها:
- وسام الاستقلال من الدرجة الأولى.
- وسام النهضة من الدرجة الأولى.
- وسام الكوكب من الدرجة الأولى.